# Réincarnations (film)
Pour les articles homonymes, voir Réincarnations.
Pour plus de détails, voir Fiche technique et Distribution.
Réincarnations (Dead & Buried) est un film américain réalisé par Gary Sherman, sorti en 1981.

## Synopsis
La paisible ville côtière de Potter's Bluff est le cadre d'une série de crimes atroces. Tout commence par le meurtre d'un photographe, retrouvé brûlé vif. Le shérif de la ville, Dan Gillis (James Farentino), mène l'enquête. Il bénéficiera de l'aide précieuse du médecin-légiste, William G. Dobbs (Jack Albertson).
Il va bientôt découvrir que beaucoup d'étrangers de passage connaissent une fin tragique dans sa ville. Mais les meurtriers ne sont pas inconnus au spectateur : ce sont de respectables membres de la communauté de Potter's Bluff ! Sans compter que certains des morts refont leur apparition, comme si de rien n'était…
Au bout d'une enquête où se mêlent magie noire et meurtres en série, Dan Gillis va découvrir la terrible vérité.

## Fiche technique
- Titre : Réincarnations
- Titre original : Dead & Buried
- Réalisation : Gary Sherman
- Scénario : Dan O'Bannon et Ronald Shusett
- Production : Robert Fentress, Ronald Shusett et Richard R. St. Johns
- Société de production : Barclays Mercantile Industrial Finance
- Budget : 3 millions de dollars (2,27 millions d'euros)
- Musique : Joe Renzetti
- Photographie : Steven B. Poster
- Montage : Alan Balsam
- Direction artistique : Joe Aubel et William Sandell
- Pays d'origine : États-Unis
- Format : Couleurs - 1,85:1 - Mono - 35 mm
- Genre : Science-fiction, horreur
- Durée : 92 minutes
- Dates de sortie : 29 mai 1981 (États-Unis), 19 août 1981 (France)
- Film interdit aux moins de 16 ans lors de sa sortie en France
- Affiche : Michel Landi (France)

## Distribution
- James Farentino (VF : Marc de Georgi) : le shérif Dan Gillis
- Melody Anderson (VF : Maïk Darah) : Janet Gillis
- Jack Albertson (VF : Philippe Dumat) : William G. Dobbs
- Dennis Redfield (VF : Jean Roche) : Ron
- Nancy Locke : Linda
- Lisa Blount (VF : Janine Forney) : la fille sur la plage / Lisa, l'infirmière
- Robert Englund (VF : Serge Lhorca) : Harry
- Bill Quinn : Ernie
- Michael Currie (en) : Herman
- Christopher Allport (VF : Richard Darbois) : George LeMoyne / Freddie, le photographe
- Joseph G. Medalis (VF : William Sabatier) : le docteur
- Macon McCalman (VF : Jacques Ferrière) : Ben
- Lisa Marie (VF : Claude Chantal) : l'auto-stoppeuse / Chance
- Estelle Omens (VF : Arlette Thomas) : Betty
- Barry Corbin (VF ; Jean-François Laley) : Phil

## Autour du film
- Le tournage s'est déroulé à Mendocino, en Californie.
- Le duo de scénaristes Dan O'Bannon et Ronald Shusett avait déjà travaillé ensemble sur le scénario d’Alien (1979) et ont retravaillé par la suite sur Total Recall (1990) ou Hémoglobine (1997).
- Plusieurs éléments de ce film semblent avoir inspiré Wes Craven dans la création de l'univers de son anti-héros "Freddy" ("Les Griffes de la nuit): l'acteur qui incarnera Freddy (Robert Englund) est ici déjà présent; le premier mort du film brûlé vif par une population en fureur; les "petites filles modèles" qui déambulent de façon impromptue; le prénom de "Freddy" prononcé juste avant l'apparition à l'écran de Robert Englund qui figure un peu plus loin dans le film le visage étrangement en lambeaux, etc.

## Distinctions
- Nomination au prix du meilleur film d'horreur et meilleurs maquillages pour Stan Winston, par l'Académie des films de science-fiction, fantastique et horreur en 1982.